# Danko Jones
Danko Jones é uma banda de rock Canadense.
A banda consiste no vocalista e guitarrista Danko Jones, no baixista John Calabrese e no baterista Rich Knox. Para distinguir a banda do vocalista, John (que não é seu nome real) é reconhecido pelo apelido de "The Mango Kid".
A banda recebeu a atenção na cena indie rock canadense, com o lançamento do EP My Love is Bold, lançado em 1999. O álbum contava com uma mistura de punk rock e soul, com temáticas totalmente sexuais e escancaradas. Em seus mais recentes álbuns, a banda se aproxima mais do hard rock (mais próximo do stoner rock).
A banda tem status de cult, tendo diversos seguidores pela Europa, principalmente na Suécia.
Atualmente, o músico apresenta um programa musical em uma rádio canadense.

## Discografia

### Álbuns de estúdio
- Born a Lion (2002)
- We Sweat Blood (2003)
- Sleep Is the Enemy (2006)
- Never Too Loud (2008)
- Below the Belt (2010)
- Rock and Roll is Black and Blue (2012)
- Fire Music (2015)
- Wild Cat (2017)
- A Rock Supreme (2019)
- Power Trio (2021)

### EP
- Danko Jones EP (1998)
- My Love is Bold (1999)

### Coletâneas
- I'm Alive and On Fire (2001)

- Live Hultsfred (2002)
- B-Sides (2009)

@ Hellfest 2013
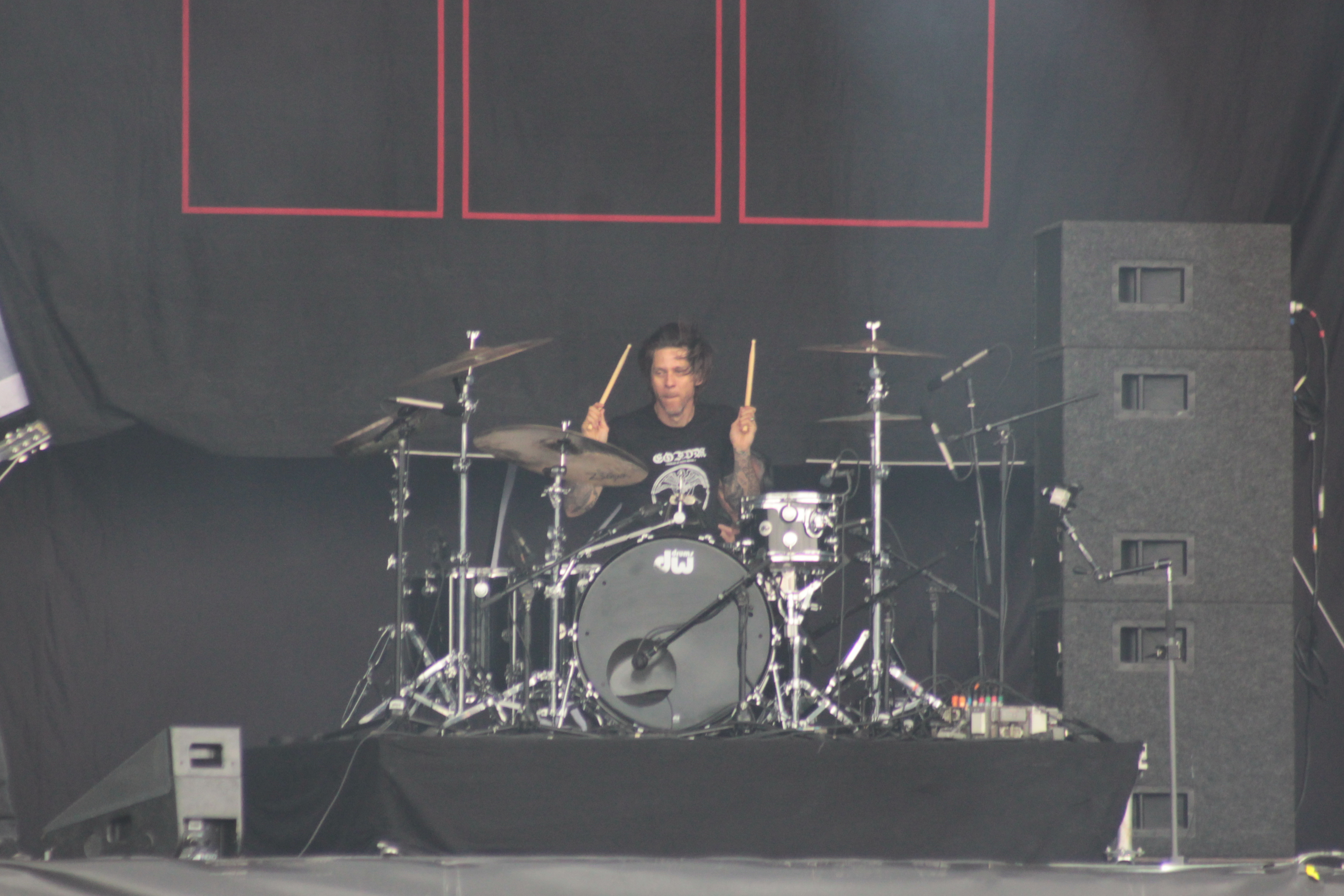
Atom Willard
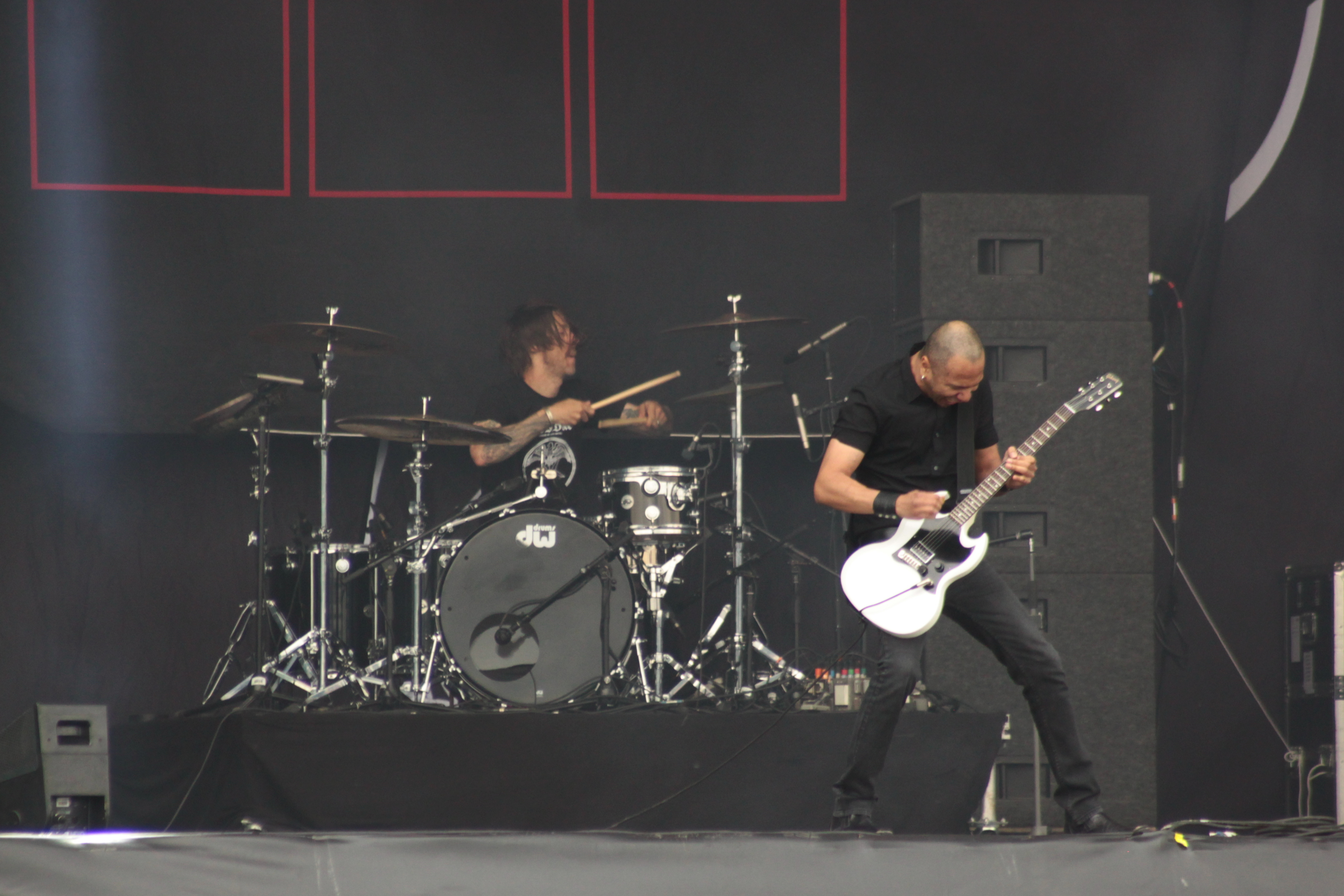
Atom Willard & Danko Jones
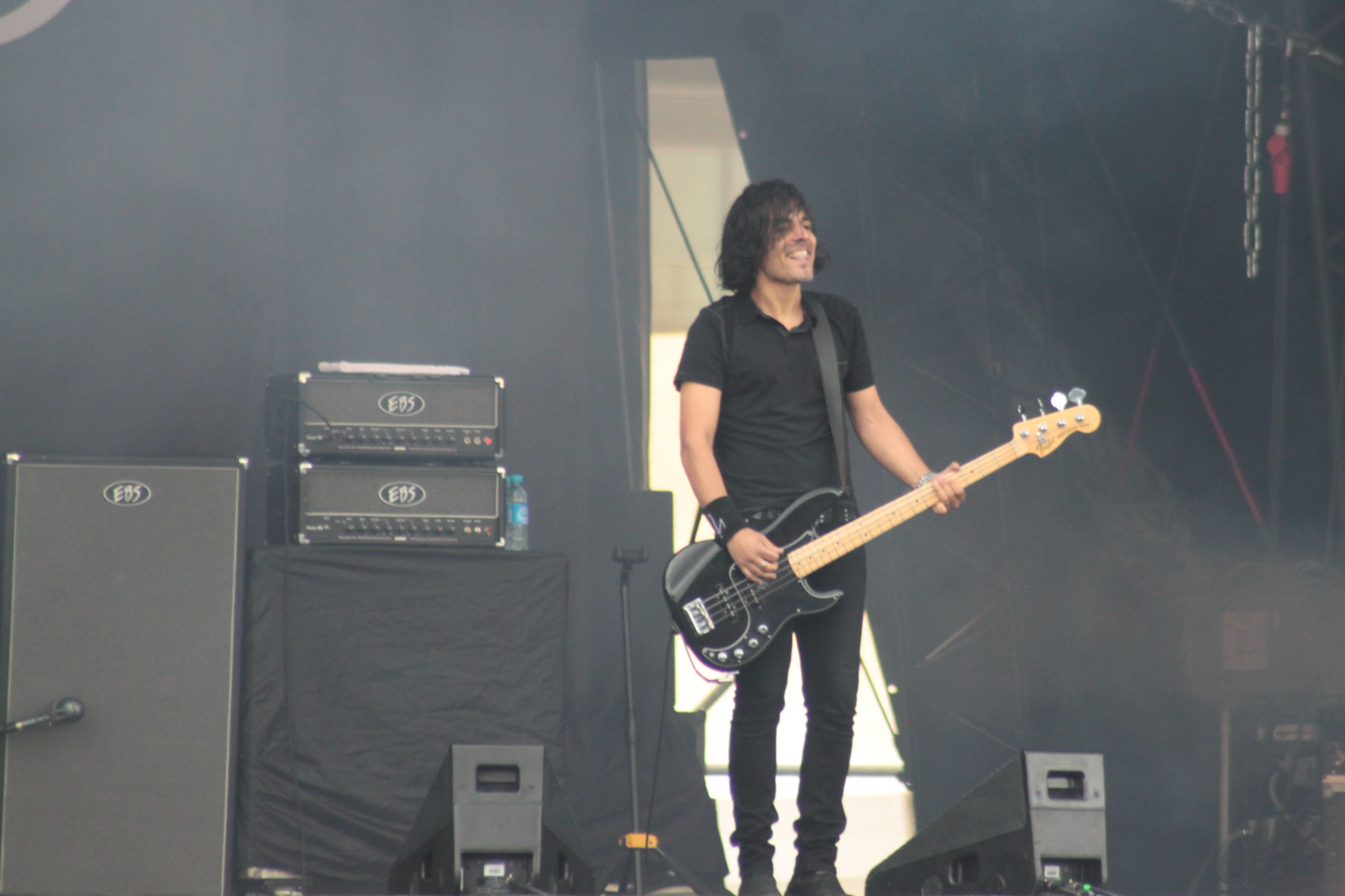
John Calabrese